# Naughty by Nature
A Naughty by Nature egy Grammy-díjas amerikai hiphoptrió, akik New Jersey-ben alakították meg az együttest 1989-ben. Azon kevés hiphopegyüttesek közé tartoznak, akik megalakulásuk óta töretlen sikereket érnek el, és több díjat is kaptak az évek során.

## Tagjai
- Treach (Anthony Criss) (1970. december 2. –)
- Vin Rock (Vincent Brown) (1970. szeptember 17. –)
- Dj Kay Gee (Keir Gist) (1969. szeptember 15. –)

## Történet

### 80-as évek
A csapat East Orange megyében, New Jersey-ben alakult. A köznyelvben Illtown-nak hívták a 80-as években. A csapat a zenei életben először 1989-ben jelent meg, amikor kiadták első albumukat, akkor még The New Style néven. A frissen megalakult együttes csupán egy albumot élt meg. Independent Leaders címen jelent meg lemezük.
A megjelenés után Queen Latifah felfigyelt a csapatra, és ezután jelenlegi nevükre változtatta a csapat nevét.

### 90-es évek
A csapat első slágere az O.P.P. című sláger volt, mely a Jackson 5 ABC című dalának mintájára készült. A dalt 1991-ben adták ki, és a Billboard 100-as lista 6. helyéig jutott. Ez volt az egyik legsikeresebb dal a rap dalok történetében. A dal kritikailag is pozitív elismerést kapott, és minden idők 100 legjobb rap kislemezének kategóriájába sorolták 1998-ban. A Spin magazin a 20. legjobb kislemez kategóriájába sorolta a 90-es években.
Az album egyik másik slágere egy Bob Marley feldolgozás, a No Woman No Cry című dal, melyet a csapat Everythings’s Gonna Be Alright címmel jelentetett meg. A dal és a korábban megjelent O.P.P. is platinalemez lett, az önmagukról elnevezett album mellett.
Tony D producer vádolta a zenekart egy ellopott hangminta miatt, amit az O.P.P. című slágerben használtak, de végül sikerült megegyezniük peren kívül. 1992-ben a Juice című filmhez írt a csapat egy dalt Uptown Anthem címmel, és Treach is kapott egy szerepet a filmben. Itt találkozott 2Pac rapperrel, akivel később barátságot kötöttek. 1993-ban a csapat a The Meteor Man című vígjátékban kapott filmszerepet, mint utcai zenekar. 1996-ban 2Pac meghalt, és Treach írt egy dalt a tiszteletére Mourn You Til I Join You címmel.
A csapat 3. 19 Naughty III, és 4. Poverty’s Paradise című albuma az R&B/Hip-Hop lista élére került, és a harmadik albumról kimásolt Hip Hop Hooray című dal is sikeres lett. A video rendezője Spike Lee volt, és több hiphop művésznek is rendezett klipeket a korai 90-es években. Többek között Queen Latifah-nak, Eazy-E, és Run Dmc-nek is. A Poverty’s Paradise című album Grammy-díjat kapott mint a legjobb rap album, az erről kimásolt kislemez a Feel Me Flow elérte a 17. helyet a Billboard Hot 100-as listáján.
A 90-es években a csapat megalapította saját lemezkiadó cégét Illtown Records néven, és több hiphopcsapatot is pártfogoltak. Többek között a Rottin Razkals nevű hiphopcsapatot, a Zhané nevű lánycsapatot, és a Next nevű csapatot is, akiknek Kay Gee írt egy dalt, Too Close címmel, mely 1998-ban No 1. sláger lett.
1999-ben megjelent a csapat 5. albuma is megjelent Nineteen Naughty Nine: Nature’s Fury címmel. Az album aranylemez lett, és a 10. helyezést érte el a Billboard 100-as listáján. Az albumról a Jamboree című kislemez jelent meg.

### 2000-től napjainkig
Az 1999-ben kiadott 5. album megjelenése után jogviták, és pénzügyi viták alakultak ki Kay Gee és Treach között. Teach Kay Gee-t hibáztatta a csapat pénzügyeit illetően, és a nézeteltérések után DJ Kay Gee úgy döntött, hogy elhagyja a csapatot, és 2000 végén ki is vált az együttesből. Ezután ő saját kiadójával a Divine Mill-lel kezdett el foglalkozni. A csapat két megmaradt tagja Treach és Vin Rock kiadott egy albumot 2002-ben Iicons címmel, de az album nem lett túl sikeres. A csapat feloszlott 2003-ban, majd 2006 májusában a BB King Night Clubban újra összeálltak, és 2010-ben kiadtak egy kislemezt Get to Know Me Better címmel, melyen Pitbull is szerepelt, mint közreműködő előadó. A B oldalon az I Gotta Lotta című dal szerepelt. Még ebben az évben megjelent a Tha Mixtape című mixlemez, majd 2011-ben 7. új albumuk az Anthem Inc. című lemez. Ezen új felvételek, és régiek is helyet kaptak.

## Díjak, jelölések
Grammy díj
| Év   | Jelölés            | Díj                | Eredmény  |
| ---- | ------------------ | ------------------ | --------- |
| 1992 | "O.P.P."           | Legjobb rap előadó | Jelölve   |
| 1994 | "Hip Hop Hooray"   | Legjobb rap előadó | Jelölve   |
| 1996 | Poverty’s Paradise | Legjobb rap album  | Megnyerte |
| 1996 | "Feel Me Flow"     | Legjobb rap előadó | Jelölve   |

Amerikai Zenei Díjkiosztó
| Év   | Jelölés           | Díj                                     | Eredmény  |
| ---- | ----------------- | --------------------------------------- | --------- |
| 1992 | Naughty By Nature | Legjobb új előadó Rap/Hip-Hop kategória | Megnyerte |
| 1994 | Naughty By Nature | Legjobb előadó Rap/Hip-Hop kategória    | Jelölve   |
| 1996 | Naughty By Nature | Legjobb előadó Rap/Hip-Hop kategória    | Jelölve   |

## Diszkográfia

### Albumok

#### The New Style néven
| Év   | Album                                              |
| ---- | -------------------------------------------------- |
| 1989 | Independent Leaders - Megjelent: 1989 - Label: RCA |

#### Naughty by Nature néven
| Cím                                  | Album megjelenés                                                                              | Legmagasabb helyezés | Legmagasabb helyezés | Díjak, elismerések |
| Cím                                  | Album megjelenés                                                                              | US                   | US R&B               | Díjak, elismerések |
| ------------------------------------ | --------------------------------------------------------------------------------------------- | -------------------- | -------------------- | ------------------ |
| Naughty by Nature                    | - Megjelent: 1991 szeptember 3. - Label: Tommy Boy - Formátum: CD, MC, LP, Digitális letöltés | 16                   | 10                   | - RIAA: Platina    |
| 19 Naughty III                       | - Megjelent: 1993. február 23. - Label: Tommy Boy - Formátum: CD, MC, LP, Digitális letöltés  | 3                    | 1                    | - RIAA: Platina    |
| Poverty’s Paradise                   | - Megjelent: 1995. május 2. - Label: Tommy Boy - Formátum: CD, MC, LP, Digitális letöltés     | 3                    | 1                    | - RIAA: Arany      |
| Nineteen Naughty Nine: Nature’s Fury | - Megjelent: 1999. április 27. - Label: Arista - Formátum: CD, MC, LP, Digitális letöltés     | 22                   | 9                    | - RIAA: Arany      |
| IIcons                               | - Megjelent: 2002. március 5. - Label: TVT - Formátum: CD, MC, LP, Digitális letöltés         | 15                   | 5                    |                    |
| Anthem Inc.                          | - Megjelent: 2011. december 13. - Label: E1 - Formátum: CD, Digitális letöltés                | –                    | –                    |                    |

### Kislemezek
| Év   | Dal                                                                         | Legmagasabb helyezés | Legmagasabb helyezés | Legmagasabb helyezés | Album                                |
| Év   | Dal                                                                         | U.S. Hot 100         | U.S. R&B             | U.S. Rap             | Album                                |
| ---- | --------------------------------------------------------------------------- | -------------------- | -------------------- | -------------------- | ------------------------------------ |
| 1989 | "Scuffin’ Those Knees"                                                      | –                    | –                    | –                    | Independent Leaders                  |
| 1991 | "O.P.P."                                                                    | 6                    | 5                    | 1                    | Naughty by Nature                    |
| 1992 | "Everything’s Gonna Be Alright"                                             | 53                   | 12                   | 9                    | Naughty by Nature                    |
| 1992 | "Uptown Anthem"                                                             | -                    | 58                   | 27                   | Naughty by Nature                    |
| 1993 | "Hip Hop Hooray"                                                            | 8                    | 1                    | 3                    | 19 Naughty III                       |
| 1993 | "It’s On"                                                                   | 74                   | 43                   | -                    | 19 Naughty III                       |
| 1993 | "Written on Ya Kitten'"                                                     | 93                   | 53                   | -                    | 19 Naughty III                       |
| 1995 | "Craziest"                                                                  | 51                   | 27                   | 5                    | Poverty’s Paradise                   |
| 1995 | "Feel Me Flow"                                                              | 17                   | 17                   | 3                    | Poverty’s Paradise                   |
| 1995 | "Clap Yo Hands"                                                             | 105                  | 70                   | 33                   | Poverty’s Paradise                   |
| 1997 | "Mourn You Til I Join You"                                                  | 51                   | 24                   | 2                    | Ride                                 |
| 1999 | "Dirt All By My Lonely"                                                     | -                    | 109                  | -                    | Nineteen Naughty Nine: Nature’s Fury |
| 1999 | "Live or Die" (featuring Master P, Mystikal, Silkk the Shocker and Phiness) | -                    | 86                   | -                    | Nineteen Naughty Nine: Nature’s Fury |
| 1999 | "Jamboree" (featuring Zhané)                                                | 10                   | 4                    | 1                    | Nineteen Naughty Nine: Nature’s Fury |
| 1999 | "Holiday"                                                                   | -                    | 101                  | -                    | Nineteen Naughty Nine: Nature’s Fury |
| 2002 | "Feels Good (Don’t Worry Bout a Thing)" (featuring 3LW)                     | 53                   | 25                   | 14                   | IIcons                               |
| 2010 | "Flags" (featuring Jaheim & Balewa Muhammad)                                | -                    | -                    | -                    | Anthem Inc.                          |
| 2011 | "Perfect Party" (featuring Joe)                                             | -                    | -                    | -                    | Anthem Inc.                          |

### Válogatások
| Év   | Album                                                                 |
| ---- | --------------------------------------------------------------------- |
| 1999 | Nature’s Finest: Naughty by Nature’s Greatest Hits - Label: Tommy Boy |
| 2003 | Greatest Hits: Naughty’s Nicest - Label: Rhino                        |

### Mixlemezek
| Év   | Album                                                                             |
| ---- | --------------------------------------------------------------------------------- |
| 2010 | Naughty by Nature: Tha Mixtape - Megjelent: 2010. szeptember 21. - Label: Illtown |